# رز زرشکی
پروانه رز زرشکی (نام علمی: Atrophaneura (Pachliopta) hector) از گونه‌های مربوط به خانواده پرستودمان است. زیستگاه و پراکندگی این گونه در هند، سری‌لانکا و ساحل غربی میانمار می‌باشد.

## زیست بوم
این گونه هم در جنگل و هم در دشت ها و زمین های باز زندگی می کند. در فصل خشک این پروانه در ارتفاع ۲۴۰۰ متری از سطح دریا و در جنوب هند دیده می شود.

## ظاهر
بال جنس نر سیاه با لکه‌های پهن ناپیوسته سفید می‌باشد. دو بال سینه‌ای پروانه دارای لکه‌های سفید و دو بال پایینی دارای لکه‌های زرشکی است. تیرگی سیاهی پروانه در جنس ماده کم‌رنگ‌تر است.

## نگارخانه

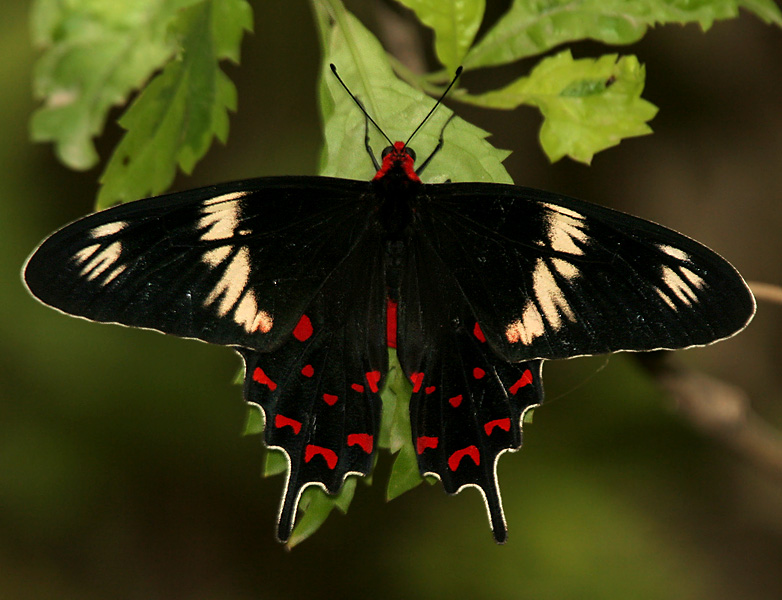
جنس نر
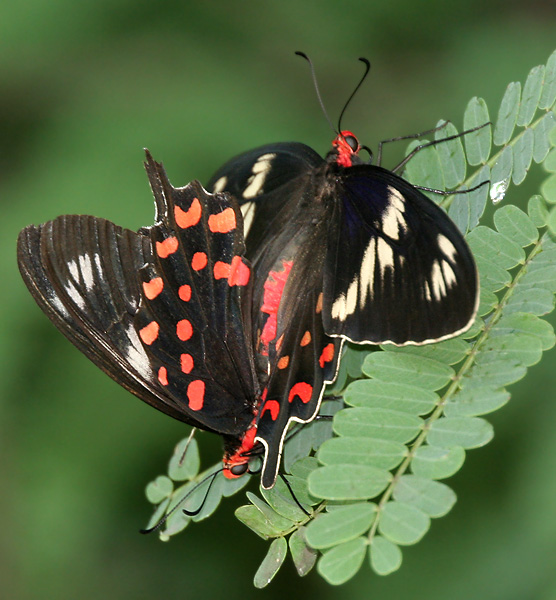
جفت گیری
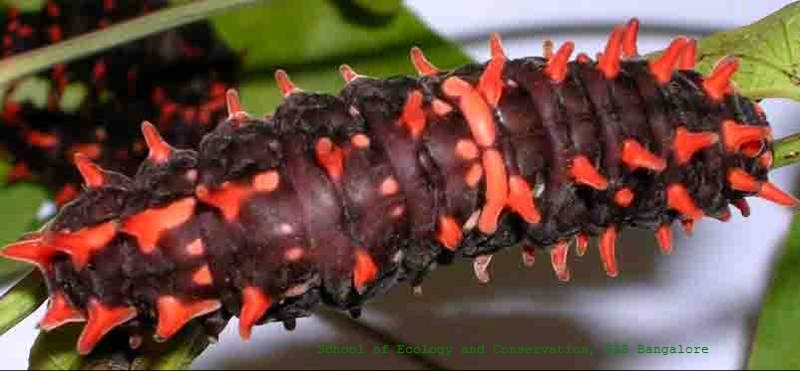
کرم ابریشم